# Jerry Tumbler
Jerry Tumbler is een stripfiguur uit de reeks van De avonturen van Buck Danny. 

## Beschrijving
Samen met zijn twee vrienden Sonny Tuckson en Buck Danny vliegt hij al meer dan 60 jaar bij de Amerikaanse luchtmacht en de Navy. Hij is de meest bedachtzame van de drie en blijft vaak op de achtergrond in een belangrijke bijrol. Tumbler fungeert meestal als smeermiddel tussen de onbezonnen daden van Tuckson en de scherpe reactie die dit bij Danny soms tot gevolg heeft, als de Texaan zich weer eens in de nesten heeft gewerkt. Zijn introductie vindt plaats in deel drie van de reeks, samen met Sonny, als beiden aanmonsteren voor de Flying Tigers van generaal Chenault.
In het begin was er niet echt sprake van vriendschap tussen Danny en Tumbler; deze laatste voelde zich aanvankelijk gepasseerd door Danny als squadron leader voor een divisie bij de Vliegende Tijgers, een functie met promotie die hem eerst was toegekend. Pas wanneer de verbitterde Tumbler bijna het leven laat, maar door Danny wordt gered, verandert zijn houding naar Danny toe. 
Na hun tijd bij de US Air Force gaan Danny, Tumbler en Tuckson elk hun eigen weg, wanneer het toeval hen weer bijeen brengt en ze samen in het Midden-Oosten diverse avonturen beleven. Ook na hun terugkeer besluit Tumbler dat het beter is als het drietal samen blijft. Van hun plannen om een eigen luchtvaartmaatschappij op te richten komt echter niet veel terecht, want hun voormalige bevelhebber, de ondertussen tot generaal bevorderde Morton, weet hen alle drie terug in te lijven als testpiloten.
Tumbler belandt hierbij met een gebroken bekken in het hospitaal wanneer een test met een F-94 "Starfire" verkeerd loopt en het toestel explodeert. Nadien zijn Tumbler en Tuckson de reddende engelen van een uitvinder en geven ze samen met Danny hun spaarcenten op om de uitvinder bij te staan met zijn revolutionaire reactiemotor. Het zal het laatste wapenfeit zijn voor Tumbler en zijn maats, want zij worden naar Korea gestuurd, waarbij het drietal een einde maakt aan de mysterieuze 'Ivan', een soort van radiogestuurd bomvliegtuig. 
Tumbler vervoegt nadien met Danny en Tuckson de US Navy, en samen beleeft het drietal nog diverse avonturen, waarbij Tumbler de meest nuchtere van het drietal blijft en zowel naar Danny als Tuckson toe de belangrijkste balans blijft. 